# Мертон, Роберт Кинг
Ро́берт Ки́нг Ме́ртон (англ. Robert King Merton, при рождении Меер Роберт Школьник, англ. Meyer Robert Schkolnick; 4 июля 1910, Филадельфия — 23 февраля 2003, Нью-Йорк) — один из самых известных американских социологов XX века. Большую часть своей карьеры преподавал в Колумбийском университете, где достиг звания Университетского профессора. Отец лауреата Нобелевской премии по экономике Роберта Мертона.

## Биография
Родился в семье еврейских иммигрантов из России Аарона Школьника (впоследствии Гарри Школьника) и Иды Расовской, прибывших в США в 1904 году. В семье говорили на идише. Гарри Школьник был портным, затем открыл в южной части Филадельфии лавку молочных продуктов, а после того, как та сгорела, работал помощником плотника.
В юности Мейер Школьник увлёкся фокусами и подумывал о карьере иллюзиониста. С этой целью он решил изменить имя, чтобы исключить ассоциации со своим иммигрантским происхождением, и в конце концов остановился на варианте «Роберт Мертон», взяв за основное своё второе имя в честь французского иллюзиониста Робер-Гудена.
Образование получил в Темпльском (1927—1931) и Гарвардском (1931—1936) университетах. В социологию его привёл Джордж Симпсон (англ. George E. Simpson), у которого Мертон был учеником и ассистентом, он же познакомил его с Ральфом Банчем и Франклином Фрейзером, а также Питиримом Сорокиным, главой департамента социологии в Гарвардском университете. В Гарварде Роберт К. Мертон защитил докторскую диссертацию и начал преподавательскую деятельность. Существует популярное заблуждение, что Роберт К. Мертон был одним из студентов Толкотта Парсонса. Когда Роберт К. Мертон защищал кандидатскую диссертацию, Т. Парсонс был лишь младшим членом диссертационного комитета, наряду с Питиримом Сорокиным, Карлом Циммерманом и Джорджем Сартоном. Диссертация на тему «Количественная социальная история развития науки в семнадцатом веке в Англии» представляла собой отражение этого междисциплинарного комитета (Мертон, 1985).
В 1957 году Мертона избрали президентом Американской социологической ассоциации. Лауреат John Desmond Bernal Prize (1982).
Мертон — автор более 10 книг. Ещё столько же вышли под его редакцией. 
Он связывал развитие науки в семнадцатом веке с пуританской этикой.

## Социология науки
«Мертон формирует основы социологического анализа науки как особого социального института с присущими ему ценностно-нормативными регулятивами»
Цель (основная задача) науки, с точки зрения Мертона, заключается в постоянном росте массива удостоверенного научного знания. Для достижения этой цели необходимо следовать четырём основным императивам научного этоса:
1. универсализм (внеличностный характер научного знания),
2. коллективизм (сообщения об открытиях другим учёным свободно и без предпочтений),
3. бескорыстие (выстраивание научной деятельности так, как будто кроме постижения истины нет никаких интересов)
4. организованный скептицизм (исключение некритического приятия результатов исследования).

Позднее Б. Барбер включил в этот перечень «рационализм» и «эмоциональную нейтральность».
По мнению Мертона, функциональный смысл указанных императивов ставит каждого учёного перед следующим набором альтернатив:
- как можно быстрее передавать свои научные результаты коллегам, но не торопиться с публикациями
- быть восприимчивым к новым идеям, но не поддаваться интеллектуальной моде
- стремиться добывать знание, которое получит высокую оценку коллег, но работать, не обращая внимания на оценку результатов своих исследований
- защищать новые идеи, но не поддерживать опрометчивые заключения
- прилагать максимальные усилия, чтобы знать относящиеся к его области работы, но при этом помнить, что эрудиция иногда тормозит творчество
- быть тщательным в формулировках и деталях, но не быть педантом
- всегда помнить, что знание универсально, но не забывать, что всякое научное открытие делает честь нации, представителем которой оно совершено
- воспитывать новое поколение учёных, но не отдавать преподаванию слишком много времени
- учиться у крупного мастера и подражать ему, но не походить на него

## Структурный функционализм
Роберт Мертон считается одним из классиков структурного функционализма. С помощью этой парадигмы он обосновал конкретные теории — социальной структуры и аномии, науки, бюрократии. Эта парадигма ориентирована на теории среднего уровня.
Основными понятиями теории структурного функционализма Мертона являются «функция» и «дисфункция». Функции — по Мертону, те наблюдаемые следствия, которые служат саморегуляции данной системы или приспособлению её к среде, а также соответствие ожиданий последствиям. Дисфункции — те наблюдаемые следствия, которые ослабляют саморегуляцию данной системы или её приспособление к среде.
Три постулата, которые Р. Мертон считал «спорными и ненужными для функциональной теории»:
- функциональное единство;
- функциональная универсальность;
- функциональная обязательность (принудительность).

Роберт Мертон выступил продолжателем Э. Дюркгейма, значительно дополнив его концепцию социальной аномии.
Большое влияние на взгляды Р. Мертона оказали Питирим Сорокин, который пытался наполнить социологическое теоретизирование материалами эмпирических и статистических исследований, и Пол Лазарсфельд, разрабатывавший проблематику методологии применения социальных и эмпирических наук в социологических исследованиях.

## Произведения
- Social Theory and Social Structure (1949)
- The Sociology of Science (1973)
- Sociological Ambivalence (1976)
- On the Shoulders of Giants: A Tristram Shandy Postscript (1985)
- The Travels and Adventures of Serendipity: A Study in Sociological Semantics and the Sociology of Science (2004)

### Переводы на русский язык
- Мертон Р., Фиске М.[нем.], Кендалл П. Фокусированное интервью = The focused interview. A Manual of Problems and Procedures / пер. с англ. к.э.н. Т. Н. Фёдоровской, под ред. к.э.н. С. А. Белановского. — М.: Институт молодёжи, 1991. — 106 с.
- Мертон Р. К. Явные и латентные функции / Под ред. В. И. Добренькова. — М., 1996.
- Мертон Р. К. Социальная теория и социальная структура / Пер. с англ. Е. Н. Егоровой, и др.; науч. ред. З. В. Коганова. — М.: АСТ, Хранитель, 2006. — 873 с.

#### Статьи
- Мертон Р. К. Социальная структура и аномия // Социология преступности (Современные буржуазные теории). — М.: Прогресс, 1966. — С. 299—313.
- Мертон Р. К. Социальная теория и социальная структура // Социологические исследования. — 1992. — № 2—4. — С. 118—124.
- Мертон Р. К. Фрагменты из воспоминаний // Социологические исследования. — 1992. — № 10. — С. 128—133.
- Мертон Р. К. Эффект Матфея в науке, II. Накопление преимуществ и символизм интеллектуальной собственности // THESIS. — 1993. — Вып. 3. — С. 256—276.

- Сорокин П. А., Мертон Р. К. Социальное время: опыт методологического и функционального анализа // Социологические исследования. — 2004. — № 6. — С. 112—119.